# Wizard and the Princess
Wizard and the Princess (El mago y la princesa) es la segunda aventura conversacional publicada por On-Line Systems (futura Sierra On-Line), desarrollado por Ken y Roberta Williams. Fue publicado en 1980, poco tiempo después que Mystery House. Originalmente apareció para Apple II, y después aparecería en Apple II Plus, Atari 400, Atari 800, Commodore 64 e IBM PC (en esta última se le llamó Adventure in Serenia). La trama puede considerarse una precuela de King's Quest V, al tener la acción lugar, como aquel, en el reino de Serenia, y aparecer en King's Quest V alguna referencia velada a Wizard and the Princess.

## Argumento
La historia se desarrolla en el reino de Serenia. La hija del Rey George, la princesa Priscilla, ha sido secuestrada por un brujo llamado Harlin, llevándola a su castillo más allá de las montañas. El rey ofrece como recompensa la mitad de su reino a aquel que logre rescatar a Priscilla y devolverla a casa. El jugador asume el personaje de el Errante, un aventurero que responde a la llamada y se embarca en el rescate de la princesa.

## Sistema técnico
El sistema de control es básicamente el mismo que en Mystery House, y no difiere mucho de la mayoría de las demás aventuras conversacionales. El jugador debe leer las descripciones del juego e introducir las órdenes por teclado para avanzar por la aventura. Los gráficos que acompañan al texto, a diferencia de Mystery House están realizados en color, siendo el primer videojuego de ordenador doméstico que tuvo gráficos en color, y fueron realizados por grafistas profesionales. Apple II solo podía mostrar simultáneamente seis colores en pantalla y el CGA del IBM PC  solo cuatro, pero con el truco del tramado (dithering), se lograba la ilusión de una paleta de color más rica.